# WWE Taboo Tuesday
WWE Taboo Tuesday fue un evento Pay Per View producido por la World Wrestling Entertainment exclusivo de la marca RAW, activo entre 2004 y 2005, el cual fue reemplazado en 2006 por Cyber Sunday. En este evento todos los combates y estipulaciones podían ser escogidos por los fanes mediante votación en línea.

## Resultados

### Taboo Tuesday (2004-2005)

#### 2004
Taboo Tuesday 2004 tuvo lugar el 19 de octubre de 2004 desde el Bradley Center en Milwaukee, Wisconsin. Las votaciones para el evento comenzaron el 18 de octubre de 2004 y finalizaron durante el evento.
- Dark match: Sgt. Slaughter derrotó a Muhammad Hassan (w/Daivari)
  - Hassan fue descalificado.
- Shelton Benjamin derrotó a Chris Jericho ganando el Campeonato Intercontinental (10:55)
  - Benjamin cubrió a Jericho después de un "T-Bone Suplex"
  - Después de la lucha, Jericho le dio la mano a Benjamin en señal de respeto.
  - Votación: Shelton Benjamin 37.48%, Batista 20.11%, Jonathan Coachman 7.01%, Christian 6.69%, Rhyno 5.77%, Maven 4.23%, William Regal 3.81%, The Hurricane 3.77%, Tyson Tomko 2.49%, Tajiri 2.36%, Steven Richards 2.24%, Val Venis 1.69%, Rosey 1.10%, Chuck Palumbo 0.68%, Rodney Mack 0.58%
- Trish Stratus derrotó a Molly Holly, Gail Kim, Jazz, Stacy Keibler, Nidia y Victoria en una Fulfill Your Fantasy Battle Royal reteniendo el Campeonato Femenino (5:30)
  - Stratus eliminó finalmente a Holly para ganar.
  - Votación: Escolar 53.10%, Camarera 30.03%, Enfermera 16.87%
- Gene Snitsky derrotó a Kane (w/Lita) en un "Weapon of Choice match" (14:17)
  - Snitsky cubrió a Kane después de saltar desde la segunda cuerda sobre una silla situada sobre su garganta seguido de un pisoton.
  - Después de la lucha, Snitsky atacó a Kane mientras esté último estaba siendo llevado en camilla.
  - Votación: Cadena 40.84%, Silla 29.93%, Tubo 29.24%.
- Eugene derrotó a Eric Bischoff en un "Choose The Loser's Fate Match" (2:01)
  - Eugene cubrió a Bischoff después de un "Leg Drop"
  - Después de la lucha, Eugene debió afeitar la cabeza a Bischoff.
  - Después de la lucha, Jonathan Coachman intento alterar los resultados de las votaciones para evitar que Bischoff perdiera su cabellera pero Vince McMahon apareció y amenazó a Bischoff de despedirlo si no se dejaba afeitar la cabeza y de pasó obligo a Coachman a usar un vestido como castigo.
  - Votación: Hair vs. Hair match (lucha de cabellera vs cabellera) 58.73%, Loser Wears a Dress (el perdedor usa un vestido) 20.77%, Loser is Winner's Servant (el perdedor será sirviente del ganador) 20.50%
- Chris Benoit y Edge derrotaron a La Résistance (Sylvain Grenier y Robért Conway) ganando el Campeonato Mundial en Parejas (16:15)
  - Benoit forzó a Conway a rendirse con la "Crippler Crossface".
  - Edge abandonó a Benoit durante el combate.
  - Los oponentes de La Résistance fueron los dos luchadores no seleccionados para enfrentarse a Triple H.
- Christy Hemme derrotó a Carmella DeCesare en un "Lingerie Pillow Fight" (1:48)
  - Hemme cubrió a DeCesare después de golpearla con un cojín.
  - Votación: Lingerie Pillow Fight 56.48%, Evening Gown Match 33.22%, Aerobics Challenge 10.30%
- Triple H derrotó a Shawn Michaels reteniendo el Campeonato Mundial Peso Pesado (14:05)
  - Triple H cubrió a Michaels después de una "Spear" de Edge.
  - Votación: Shawn Michaels 38.72%, Edge 33.42%, Chris Benoit 27.86%
- Randy Orton derrotó a Ric Flair en una "Steel Cage Match" (10:35)
  - Orton cubrió a Flair después de un "RKO".
  - Después de la lucha Flair y Orton se dieron la mano en señal de respeto.
  - Votación: Steel cage match 68%, Falls Count Anywhere 20%, Submission Match 12%.

#### Eliminaciones de la Battle Royal
| Diva          | Orden de eliminación | Eliminado por               |
| ------------- | -------------------- | --------------------------- |
| Gail Kim      | 3                    | Victoria                    |
| Jazz          | 2                    | Victoria                    |
| Molly Holly   | 6                    | Trish Stratus               |
| Nidia         | 1                    | Jazz                        |
| Stacy Keibler | 5                    | Molly Holly                 |
| Trish Stratus | Ganadora             | —                           |
| Victoria      | 4                    | Molly Holly y Trish Stratus |

#### 2005
Taboo Tuesday 2005 tuvo lugar el 1 de noviembre de 2005 desde el iPayOne Center en San Diego, California. El tema oficial fue "Twisted Transistor" de Korn. La votación para este evento comenzó el 24 de octubre de 2005 y terminó durante el evento.
- Lucha en Heat: Kerwin White y Matt Striker (con Nick Nemeth) derrotaron a Shelton Benjamin y Val Venis (2:38)
  - Striker cubrió a Benjamin con un "Roll-Up".
  - Durante la cuenta, Striker utilizó las cuerdas pero el árbitro no lo vio.
- Rey Mysterio y Matt Hardy derrotaron a Chris Masters y Snitsky (13:46)
  - Mysterio cubrió a Masters después de un "619", un "Twist of Fate" de Matt y un "Droppin' the Dime".
  - Snitsky reemplazó a Edge, quien estaba lesionado.
  - Esta fue la última aparición de Christian en un PPV de WWE hasta 2009.
  - Votación: Matt Hardy 31%, Rey Mysterio 29%, John Bradshaw Layfield 17%, Christian 13%, Hardcore Holly 10%.
- Eugene y Jimmy Snuka derrotaron a Rob Conway y Tyson Tomko (6:21)
  - Snuka cubrió a Conway después de un "Superfly Splash".
  - Después de la lucha Conway y Tomko trataron de atacar a Snuka y Eugene pero estos fueron salvados por Jim Duggan y Kamala.
  - Votación: Jimmy Snuka 43%, Jim Duggan 40%, Kamala 17%.
- Mankind derrotó a Carlito (7:22)
  - Mankind forzó a Carlito a rendirse con la "Mandible Claw".
  - Votación: Mankind 52%, Cactus Jack 35%, Dude Love 13%.
- Kane y The Big Show derrotaron a Lance Cade & Trevor Murdoch ganando el Campeonato Mundial en Parejas (7:59)
  - The Big Show cubrió a Cade después de una "Double Chokeslam" con Kane.
  - El equipo que enfrentó a Cade y Murdoch, fueron los dos luchadores que no fueron escogidos para enfrentarse a John Cena y Kurt Angle por el Campeonato de la WWE.
  - Después de la lucha, Kane y Big Show le aplicaron un "Double Chokeslam" a Murdoch.
- El Campeón Mundial Peso Pesado Batista derrotó a Jonathan Coachman (w/Vader y Goldust) en una Street Fight (4:22)
  - Batista cubrió a Coach después de un "Batista Bomb".
  - Votación: Street Fight 90%, Verbal Debate 7%, Arm Wrestling Match 3%.
- Trish Stratus derrotó a Ashley Massaro, Mickie James, Maria Kanellis, Candice Michelle y Victoria en una Fulfill Your Fantasy Battle Royal reteniendo el Campeonato Femenino (5:23)
  - Stratus ganó cuando James eliminó a Victoria y a ella misma simultáneamente.
  - Votación: Lingerie 43%, Leather and Lace 32%, Cheerleader Outfits 25%.
- Ric Flair derrotó a Triple H en un Steel Cage Match reteniendo el Campeonato Intercontinental (23:45)
  - Flair ganó tras escapar por la puerta de la celda.
  - Votación: Steel cage match 83%, Submission Match 13%, Regular Match 4%.
- John Cena derrotó a Kurt Angle y Shawn Michaels en una Triple Amenaza reteniendo el Campeonato de la WWE (16:42)
  - Cena cubrió a Michaels después de un "FU".
  - Votación: Shawn Michaels 46%, Kane 38%, The Big Show 16%

#### Eliminaciones de la Battle Royal
| Diva             | Orden de eliminación | Eliminado por                |
| ---------------- | -------------------- | ---------------------------- |
| Ashley Massaro   | 3                    | Victoria                     |
| Candice Michelle | 2                    | Ashley Massaro               |
| Maria Kanellis   | 1                    | Mickie James y Trish Stratus |
| Mickie James     | 5                    | Ella misma                   |
| Trish Stratus    | Ganadora             | —                            |
| Victoria         | 4                    | Mickie James                 |